# Индустријске отпадне воде
Вода се у индустријским предузећима користи, како непосредно у технолошким процесима и операцијама, тако и у помоћним операцијама (хлађење индустријских уређаја, транспорт сировина, уклањање производних отпадака и слично). Индустријске отпадне воде многих индустријских грана садрже специфичне примесе, од којих многе имају степен токсичности. Као загађивачи у овој врсти отпадних вода могу се налазити и многи корисни и вредни материјали. Њиховим извлачењем из отпадне воде постиже се одређено смањење степена њене загађености, а истовремено остварује и одређени економски ефекат.
Зависно од захтева у погледу квалитета воде која се користи у технолошком процесу, може се примењивати вишестепено, поново искоришћавање отпадних вода за једну исту операцију (рециркулација), или њихово коришћење за друге операције, за које је задовољавајући и нижи квалитет воде (поновна употреба). У оба случаја се отпадна вода пре враћања подвргава одговарајућој обради.
Основни циљеви испитивања једног индустријског предузећа, у циљу решавања проблема прераде његових отпадних вода су:
1. утврђивање количина и састава свих значајних, појединачних отпадних вода и збирне отпадне воде,
2. идентификација највећих појединачних извора загађења у технолошком производном процесу,
3. испитивање и евентуално утврђивање могућности за елиминацију или поновну употребу, или чак рециркулацију пречишћених отпадних вода,
4. испитивање могућности рекуперације појединих споредних или чак извесних количина главних производа и смањења количине и степена загађености појединих отпадних вода,
5. постављање водног биланса за читаво предузеће, као и материјалног биланса свих главних загађивача.

## Подела
Према укупној концентрацији загађивача, индустријске отпадне воде се могу поделити у три основне групе:
1. чисте воде (воде од хлађења), које најчешће садрже безначајне количине загађивача
2. мало загађене, које углавном настају при прању готових производа
3. загађене воде, које карактерише висок степен загађености, зависан од раније наведених фактора и које се зато морају подвргнути одређеном степену обраде.

Отпадне воде прве и друге воде се користе као повратне воде или за разблаживање загађених вода са високим концентрацијама загађивача.
Зависно од природе и концентрације загађивача које садрже, индустријске отпадне воде могу се класификовати и на други начин:
1. отпадне воде са великим органским загађењем (прехрамбена индустрија, а посебно производња шећера),
2. отпадне воде са великим органским загађењем и значајном токсичношћу (производња целулозе, рафинерије нафте и друго),
3. отпадне воде са ниским органским загађењем и великом токсичношћу (металопрерађивачка, хемијска и рударска индустрија),
4. термички загађене отпадне воде (производња гвожђа и челика и термоенергетска постројења).

## Деловање на материјале
Већина индустријских отпадних вода делује агресивно на материјале који се најчешће примењују за изградњу канализационе мреже. Најмање су постојани бетон и челик. Ова агресивност индустријских отпадних вода не зависи само од њихове pH вредности, него и од присуства неких соли и гасовитих продуката у њима. Тако, на пример, корозија челика се одвија у присуству соли бакра, олова, никла и калаја. До корозије бетона долази при смањеној тврдоћи воде, а и у присуству слободних киселина које разграђују калцијум-карбонат и калцијум-алуминат у бетону. Корозију бетона изазива и сумпорводоник. Сулфати из отпадних вода реагују са калцијум-алуминатом, саставним делом бетона, при чему долази до његовог бубрења и прскања. Један од начина заштите канализационих уређаја од агресивног деловања индустријских отпадних вода је прекривање радних површина различитим врстама превлака, као што су киселостални цемент, пластичне масе, асфалтнобитуменске пресвлаке и други.